# Hideto Takahashi
Hideto Takahashi (高橋 秀人 Takahashi Hideto?,  nacido el 17 de octubre de 1987 en Isesaki, Gunma) es un futbolista japonés que se desempeña como centrocampista en el Sagan Tosu.

## Clubes
| Club        | País  | Año             |
| ----------- | ----- | --------------- |
| F.C. Tokyo  | Japón | 2010 - 2016     |
| Vissel Kobe | Japón | 2017            |
| Sagan Tosu  | Japón | 2018 - Presente |